# Rassemblement social chrétien de la liberté
Le Rassemblement social chrétien de la liberté (RSCL) est un ancien mouvement  politique belge conservateur créé en 1953, d’abord comme groupe de pression au sein du Parti social-chrétien (unitaire), puis comme parti dissident de ce dernier en 1954.
À la suite des résultats jugés décevants aux élections législatives du 12 avril 1954, où le RSCL obtient un député, André Saint-Rémy, le parti se dissout en 1955 et une grande partie des membres revient au PSC fonder le MIC.
Une autre fondera le RN.